# Hibachi

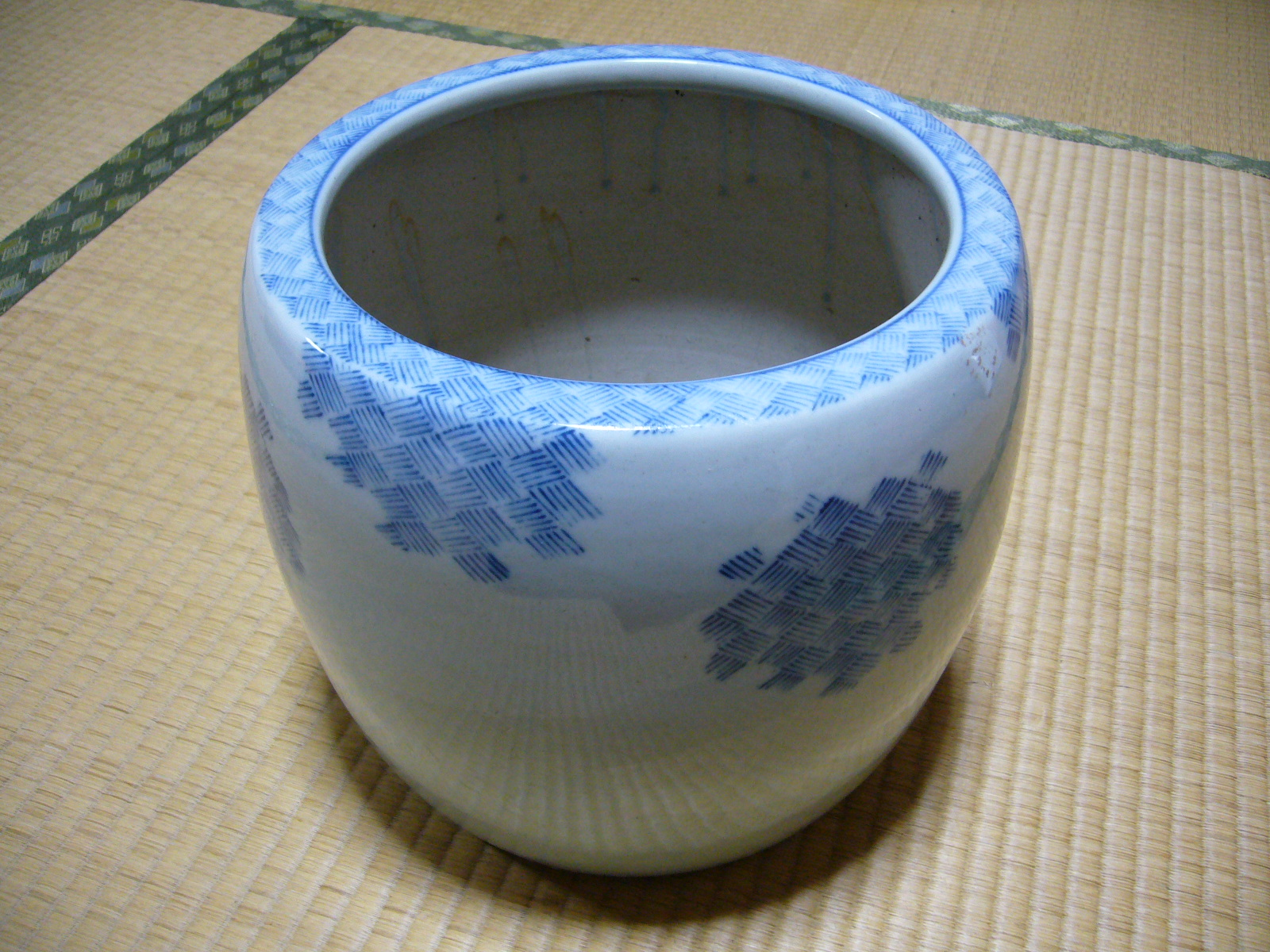
Un hibachi de porcellana.

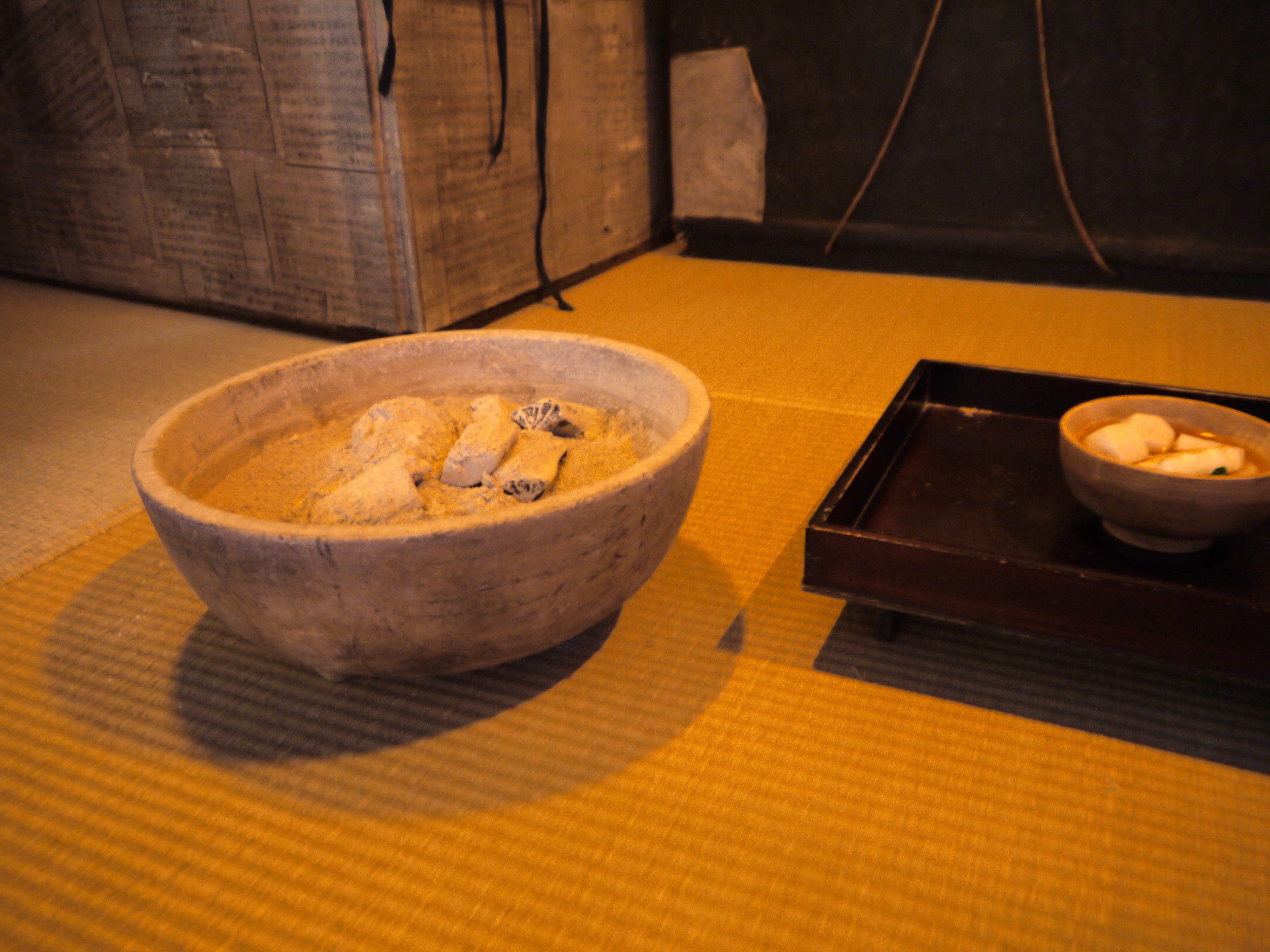
Hibachi primitiu del període Edo.

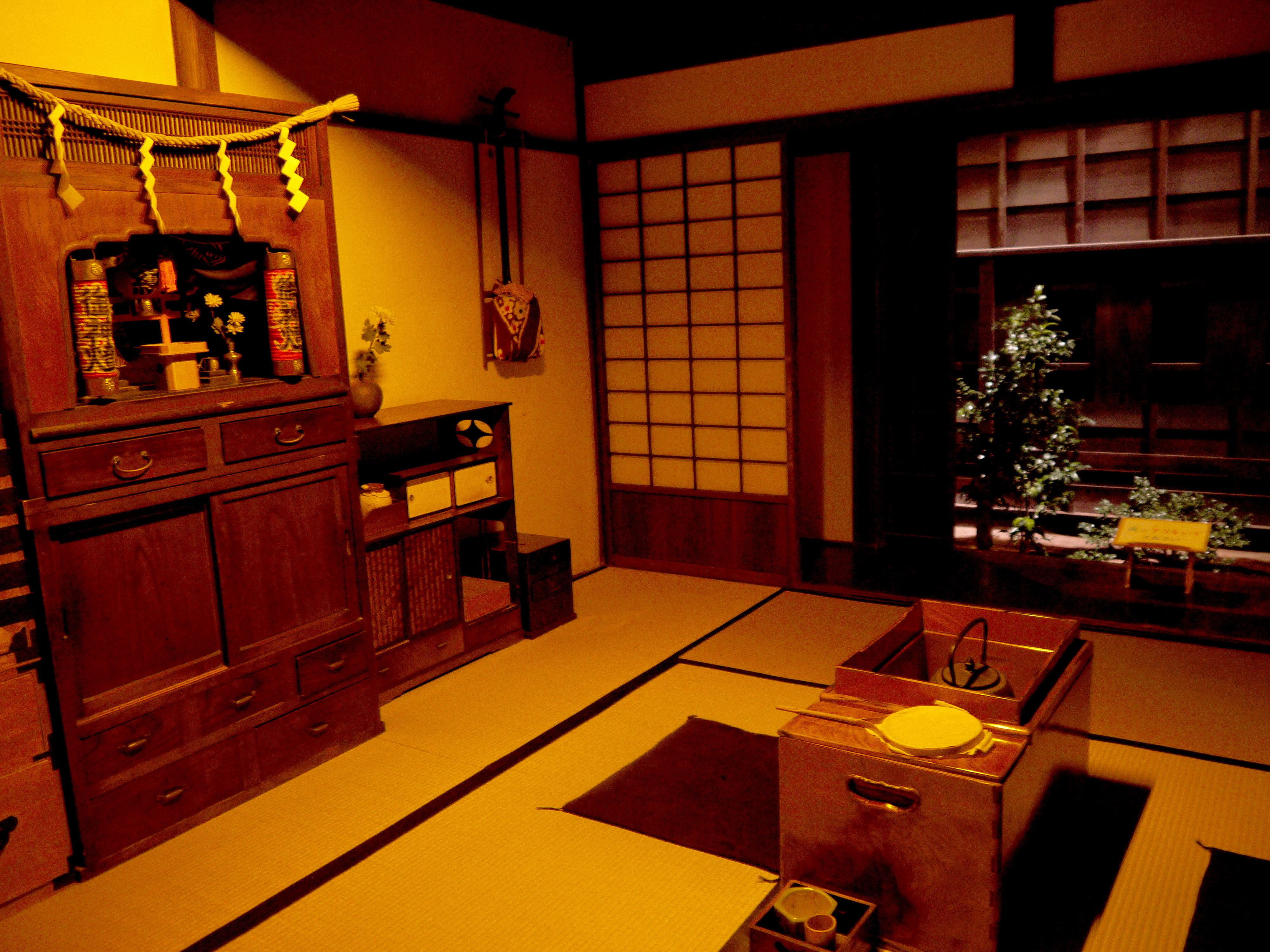
Interior del període Edo.

El hibachi (火鉢, « bol per a foc ») és un dispositiu de calefacció tradicional japonès. Consisteix en un recipient rodó, cilíndric o en forma de caixa. Obert a la part superior, és fet, o almenys folrat a l'interior, amb material resistent a la calor i previst per a contenir carbó incandescent.
A l'Amèrica del Nord, el terme hibachi es refereix a una petita estuba de carbó, un objecte que en japonès s'anomena shichirin, o una planxa de ferro (teppan) utilitzada als restaurants teppanyaki.
És un dispositiu semblant al calefactor tradicional.

## Història
No se sap quan el terme hibachi es va utilitzar per la primera vegada al Japó. Els escrits indiquen que es va utilitzar durant el període Heian (entre 798 i 1185). A causa de la poca disponibilitat de metall al Japó en aquell moment, els primers hibachi es van fer amb fusta de xiprer buidada folrada amb argila. Els artesans aviat van començar a produir versions més decoratives amb acabats lacats, fulles d'or i altres adornaments artístics. Els materials més forts com el metall i la ceràmica van augmentar en popularitat amb el pas del temps. Els hibachi tradicionals poden ser molt atractius i actualment de vegades es venen com a antiguitats. Principalment utilitzats originàriament pels samurais i les classes aristocràtiques, es van estendre gradualment a les classes més baixes i la seva forma o concepció va evolucionar al llarg del període Edo.
Durant la major part de la seva història, l'hibachi es va utilitzar per a la calefacció, però també per a altres finalitats, com encendre cigarrets o com a estuba portàtil per a les tropes japoneses durant la Segona Guerra Mundial.
L' hibachi era d'ús comú al Japó abans de la Segona Guerra Mundial i es veia sovint a les sales d'espera de les estacions de tren. Amb el pas del temps, va esdevenir una raresa, substituïda gradualment per escalfadors de querosè que ara són habituals al Japó (la calefacció central és força rara a les cases japoneses).

## Utilització en anglès
El tradicional hibachi japonès és un escalfador i normalment no s'utilitza per a cuinar. Tanmateix, el terme hibachi sovint es refereix en anglès a una petita graella d'alumini o ferro colat, el segon model és generalment de millor qualitat. A causa de llur mida petita, les graelles d'estil hibachi són populars com a barbacoes portàtils. Se semblen als accessoris de cuina tradicionals japonesos coneguts com a shichirin. En general es proposa la següent explicació : aquestes graelles s'haurien venut al mercat nord-americà amb el terme hibachi perquè aquesta paraula seria més fàcil de pronunciar que shichirin per als angloparlants. Cliquez ici pour écouter la prononciation du mot shichirin (?·pàg.)
En segon lloc, el terme estil hibachi ("estil hibachi”) s'utilitza sovint de manera incorrecta als Estats Units per a referir-se a la cuina d'estil teppanyaki en què s'integren plaques metàl·liques escalfades amb gas en un taulell al voltant del qual diverses persones (sovint diversos grups diferents) poden seure i menjar juntes. El cap de cuina es posa a cuinar davant dels comensals, generalment teatralment, per exemple flamejant una pila d'anelles de ceba disposades en forma de volcà.